# CAF 컨페더레이션컵
CAF 컨페더레이션컵(CAF Confederation Cup)은 아프리카 축구 연맹에서 주최하는 국제 클럽 축구 대회이다.

## 역사
CAF 컨페더레이션컵은 2004년 아프리카 축구 연맹이 UEFA컵을 모델로 하여 아프리칸 컵위너스컵과 CAF컵을 통합하여 만들어졌다.

## 출전 자격
아프리카 축구 연맹의 상위 12개 회원국의 자국 컵 대회 우승팀과 자국 리그의 3위 팀과, 나머지 회원국의 자국 컵 대회 우승 팀이 CAF 컨페더레이션컵에 참가하게 된다.

## 형식
대회는 1단계와 2단계로 나뉘어 열린다.

### 1단계
예선, 1차 16강, 2차 16강 경기는 녹아웃 토너먼트 형태로 원정 다득점 원칙에 의하여 홈 앤드 어웨이 방식으로 열린다. CAF 챔피언스리그의 8강전에서 탈락한 여덟 팀은 CAF 컨페더레이션컵의 1차 16강전을 통과한 여덟 팀과 2차 16강 경기를 갖게 된다.

### 2단계
- 2차 16강전을 통과한 여덟 팀은 네 팀씩 2개 조로 나뉘어 조별 단계를 거친다. 각 팀은 세 상대팀과 홈 앤드 어웨이 방식으로 여섯 경기를 치르게 된다. 승리, 무승부, 패배는 각각 3, 1, 0점의 승점을 얻는다.
- 두 조의 1위 팀은 반대쪽 조의 2위 팀과 준결승전에서 맞붙고 준결승전의 승자가 결승전에서 맞붙는다. 결승전은 홈 앤드 어웨이 방식으로 치러지고, 합계 득점 수가 높은 팀이 우승을 차지한다. 본래는 두 조의 1위 팀끼리 결승전에서 맞붙는 방식이었으나 2009년부터 준결승전제로 전환되었다.
- 합계 득점 수가 같을 경우, 원정 다득점 원칙에 따라 원정 경기에서 더 많은 골을 넣은 팀이 이긴다. 만약 원정 경기에서 넣은 골이 같다면, 승부차기로 우승 팀을 가린다.

## CAF 슈퍼컵
CAF 컨페더레이션컵의 우승 팀은 CAF 슈퍼컵에 진출하여 CAF 챔피언스리그의 우승 팀과 경기를 치른다. 경기는 다음 해에 CAF 챔피언스리그 우승 팀의 홈 구장에서 단판 승부 형식으로 열린다.

## 스폰서
과거에는 프랑스의 통신 기업인 오랑주가 스폰서를 맡았기 때문에 오랑주 CAF 컨페더레이션컵(Orange CAF Confederation Cup)이라는 이름으로도 불렀다. 2016년 7월에 프랑스의 석유 회사인 토탈이 2023년까지 9억 5,000만 유로 규모의 스폰서 계약을 체결했기 때문에 토탈 CAF 컨페더레이션컵(Total CAF Confederation Cup)이라고 부른다.

## 역대 결과
| 연도           | 홈 팀                                                            | 점수                   | 원정 팀                   | 장소                                            |
| -------------- | ---------------------------------------------------------------- | ---------------------- | ------------------------- | ----------------------------------------------- |
| 2004 자세히    | 아크라 하츠 오브 오크 SC                                         | 1 – 1                  | 아산테 코토코 FC          | 아크라, 오헤네 잔 스타디움                      |
| 2004 자세히    | 아산테 코토코 FC                                                 | 1 – 1 (승부차기 7 - 8) | 아크라 하츠 오브 오크 SC  | 쿠마시, 바바 야라 경기장                        |
| 2004 자세히    | 합계 2 – 2, 승부차기 8 – 7로 아크라 하츠 오브 오크 SC 우승       |                        |                           |                                                 |
| 2005 자세히    | 돌핀스 FC                                                        | 1 – 0                  | FAR 라바트                | 포트하커트, 리버레이션 스타디움                 |
| 2005 자세히    | FAR 라바트                                                       | 3 – 0                  | 돌핀스 FC                 | 라바트, 프린스 물라이 압델라 경기장             |
| 2005 자세히    | 합계 3 – 1로 FAR 라바트 우승                                     |                        |                           |                                                 |
| 2006 자세히    | FAR 라바트                                                       | 1 – 1                  | 에투알 스포르티브 뒤 사엘 | 라바트, 프린스 물라이 압델라 경기장             |
| 2006 자세히    | 에투알 스포르티브 뒤 사엘                                        | 0 – 0                  | FAR 라바트                | 수스, 스타드 올랭피크 드 수스                   |
| 2006 자세히    | 합계 1 – 1에 원정 다득점 원칙으로 에투알 스포르티브 뒤 사엘 우승 |                        |                           |                                                 |
| 2007 자세히    | 알메레이크 SC                                                    | 2 – 4                  | CS 스팍시앙               | 옴두르만, 알메레이크 경기장                     |
| 2007 자세히    | CS 스팍시앙                                                      | 1 – 0                  | 알메레이크 SC             | 스팍스, 스타드 타이에브 므히리                  |
| 2007 자세히    | 합계 5 – 2로 CS 스팍시앙 우승                                    |                        |                           |                                                 |
| 2008 자세히    | CS 스팍시앙                                                      | 0 – 0                  | 에투알 스포르티브 뒤 사엘 | 스팍스, 스타드 타이에브 므히리                  |
| 2008 자세히    | 에투알 스포르티브 뒤 사엘                                        | 2 – 2                  | CS 스팍시앙               | 수스, 스타드 올랭피크 드 수스                   |
| 2008 자세히    | 합계 2 – 2에 원정 다득점 원칙으로 CS 스팍시앙 우승               |                        |                           |                                                 |
| 2009 자세히    | ES 세티프                                                        | 2 – 0                  | 스타드 말리엥             | 세티프, 1945년 5월 8일 경기장                   |
| 2009 자세히    | 스타드 말리엥                                                    | 2 – 0 (승부차기 3 - 2) | ES 세티프                 | 바마코, 3월 26일 경기장                         |
| 2009 자세히    | 합계 2 – 2, 승부차기 3 – 2로 스타드 말리엥 우승                  |                        |                           |                                                 |
| 2010 자세히    | FUS 라바트                                                       | 0 – 0                  | CS 스팍시앙               | 라바트, 프린스 물라이 압델라 경기장             |
| 2010 자세히    | CS 스팍시앙                                                      | 2 – 3                  | FUS 라바트                | 스팍스, 스타드 타이에브 므히리                  |
| 2010 자세히    | 합계 3 – 2로 FUS 라바트 우승                                     |                        |                           |                                                 |
| 2011 자세히    | 클럽 아프리칸                                                    | 1 – 0                  | MAS 페스                  | 라데스, 1월 14일 경기장                         |
| 2011 자세히    | MAS 페스                                                         | 1 – 0 (승부차기 6 - 5) | 클럽 아프리칸             | 페스, 페스 경기장                               |
| 2011 자세히    | 합계 1 – 1, 승부차기 6 – 5로 MAS 페스 우승                       |                        |                           |                                                 |
| 2012 자세히    | 졸리바 AC                                                        | 2 – 2                  | AC 레오파르               | 바마코, 3월 26일 경기장                         |
| 2012 자세히    | AC 레오파르                                                      | 2 – 1                  | 졸리바 AC                 | 돌리시, 스타드 드니 사수응게소                  |
| 2012 자세히    | 합계 4 – 3으로 AC 레오파르 우승                                  |                        |                           |                                                 |
| 2013 자세히    | CS 스팍시앙                                                      | 2 – 0                  | TP 마젬베                 | 라데스, 스타드 올랭피크 드 라데스               |
| 2013 자세히    | TP 마젬베                                                        | 2 – 1                  | CS 스팍시앙               | 루붐바시, 스타드 TP 마젬베                      |
| 2013 자세히    | 합계 3 – 2로 CS 스팍시앙 우승                                    |                        |                           |                                                 |
| 2014 자세히    | 세웨 스포르                                                      | 2 – 1                  | 알아흘리                  | 아비장, 스타드 로버트 샹프록스                  |
| 2014 자세히    | 알아흘리                                                         | 1 – 0                  | 세웨 스포르               | 카이로, 카이로 국제경기장                       |
| 2014 자세히    | 합계 2 – 2에 원정 다득점 원칙으로 알아흘리가 우승                |                        |                           |                                                 |
| 2015 자세히    | 올랜도 파이리츠 FC                                               | 1 – 1                  | 에투알 스포르티브 뒤 사엘 | 요하네스버그, 올랜도 스타디움                   |
| 2015 자세히    | 에투알 스포르티브 뒤 사엘                                        | 1 – 0                  | 올랜도 파이리츠 FC        | 수스, 스타드 올림피케 데 수스                   |
| 2015 자세히    | 합계 2 – 1로 에투알 스포르티브 뒤 사엘 우승                      |                        |                           |                                                 |
| 2016 자세히    | MO 베자이아                                                      | 1 – 1                  | TP 마젬베                 | 블리다, 스타드 무스타파 차케르                  |
| 2016 자세히    | TP 마젬베                                                        | 4 – 1                  | MO 베자이아               | 루붐바시, 스타드 TP 마젬베                      |
| 2016 자세히    | 합계 5 – 2로 TP 마젬베 우승                                      |                        |                           |                                                 |
| 2017 자세히    | TP 마젬베                                                        | 2 – 1                  | 슈퍼스포츠 유나이티드 FC  | 루붐바시, 스타드 TP 마젬베                      |
| 2017 자세히    | 슈퍼스포츠 유나이티드 FC                                         | 0 – 0                  | TP 마젬베                 | 프리토리아, 루카스 마스터피시스 모리페 스타디움 |
| 2017 자세히    | 합계 2 – 1로 TP 마젬베 우승                                      |                        |                           |                                                 |
| 2018 자세히    | 라자 카사블랑카                                                  | 3 – 0                  | AS 비타 클뢰브            | 카사블랑카, 스타드 무함마드 V                   |
| 2018 자세히    | AS 비타 클뢰브                                                   | 3 – 1                  | 라자 카사블랑카           | 킨샤사, 스타드 드 마르티르                      |
| 2018 자세히    | 합계 4 – 3으로 라자 카사블랑카 우승                              |                        |                           |                                                 |
| 2018-19 자세히 | RS 베르칸                                                        | 1 – 0                  | 자말레크 SC               | 베르칸, 스타드 뮈니시팔 드 베르칸               |
| 2018-19 자세히 | 자말레크 SC                                                      | 1 – 0 (승부차기 5 - 3) | RS 베르칸                 | 알렉산드리아, 보르그엘아랍 경기장               |
| 2018-19 자세히 | 합계 1 – 1, 승부차기 5 – 3으로 자말레크 SC 우승                  |                        |                           |                                                 |
| 2019-20 자세히 | RS 베르칸                                                        | 1 – 0                  | 피라미즈 FC               | 라바트, 프린스 물레 압델라 경기장               |
| 2020-21 자세히 | 라자 카사블랑카                                                  | 2 – 1                  | JS 카빌리                 | 코토누, 스타드 드 라미티에                      |

## 클럽별 우승 횟수
| 클럽                      | 우승 | 준우승 | 우승 연도        | 준우승 연도 |
| ------------------------- | ---- | ------ | ---------------- | ----------- |
| CS 스팍시앙               | 3    | 1      | 2007, 2008, 2013 | 2010        |
| 에투알 스포르티브 뒤 사엘 | 2    | 1      | 2006, 2015       | 2008        |
| TP 마젬베                 | 2    | 1      | 2016, 2017       | 2013        |
| 라자 카사블랑카           | 2    | 0      | 2018, 2020-21    | —           |
| FAR 라바트                | 1    | 1      | 2005             | 2006        |
| RS 베르칸                 | 1    | 1      | 2019-20          | 2018-19     |
| 아크라 하츠 오브 오크 SC  | 1    | 0      | 2004             | —           |
| 스타드 말리엥             | 1    | 0      | 2009             | —           |
| FUS 라바트                | 1    | 0      | 2010             | —           |
| MAS 페스                  | 1    | 0      | 2011             | —           |
| AC 레오파르               | 1    | 0      | 2012             | —           |
| 알아흘리                  | 1    | 0      | 2014             | —           |
| 자말레크 SC               | 1    | 0      | 2018-19          | —           |
| 아산테 코토코 FC          | 0    | 1      | —                | 2004        |
| 돌핀스 FC                 | 0    | 1      | —                | 2005        |
| 알메레이크 SC             | 0    | 1      | —                | 2007        |
| ES 세티프                 | 0    | 1      | —                | 2009        |
| 클럽 아프리칸             | 0    | 1      | —                | 2011        |
| 졸리바 AC                 | 0    | 1      | —                | 2012        |
| 세웨 스포르               | 0    | 1      | —                | 2014        |
| 올랜도 파이리츠 FC        | 0    | 1      | —                | 2015        |
| MO 베자이아               | 0    | 1      | —                | 2016        |
| 슈퍼스포츠 유나이티드 FC  | 0    | 1      | —                | 2017        |
| AS 비타 클뢰브            | 0    | 1      | —                | 2018        |
| 피라미즈 FC               | 0    | 1      | —                | 2019-20     |
| JS 카빌리                 | 0    | 1      | —                | 2020-21     |

## 국가별 우승 횟수
| 국가              | 우승 | 준우승 |
| ----------------- | ---- | ------ |
| 모로코            | 6    | 2      |
| 튀니지            | 5    | 3      |
| 콩고 민주 공화국  | 2    | 2      |
| 이집트            | 2    | 1      |
| 가나              | 1    | 1      |
| 말리              | 1    | 1      |
| 콩고 공화국       | 1    | 0      |
| 알제리            | 0    | 3      |
| 남아프리카 공화국 | 0    | 2      |
| 나이지리아        | 0    | 1      |
| 수단              | 0    | 1      |
| 코트디부아르      | 0    | 1      |

## 같이 보기
- CAF 챔피언스리그
- CAF 슈퍼컵
- CAF컵